# Amapolas orientales
Amapolas orientales, también llamadas Amapolas rojas, es una pintura al óleo sobre lienzo de 1927 de Georgia O'Keeffe.

## Descripción
La obra fue realizada en 1927 por la artista estadounidense Georgia O'Keeffe. Se trata de una pintura al óleo sobre lienzo con unas dimensiones de 76,7 × 102,1 cm.
Es un primer plano de dos flores de Papaver orientale que llenan todo el lienzo.
Se dice que la realización de primeros planos de flores fue influenciada por su marido el fotógrafo Alfred Stieglitz, después de que comenzaron una relación más sexual.
Llena el lienzo de casi cuatro pies de ancho, sin fondo, de modo que las flores "explotan" en el lienzo y dirigen la mirada hacia el centro de las flores. Es una de sus obras de arte más famosas.

## Historia
Desde julio de 2016, la pintura es propiedad del Museo de Arte Weisman de la Universidad de Minnesota. Era la pintura más valiosa de su colección. Antes de su adquisición en 1937, Stieglitz la exhibió en su galería, An American Place, en la ciudad de Nueva York.

## Exposiciones
En 2016, la Tate Modern de Londres exhibió Oriental Poppies junto con más de 100 de las principales obras de arte de O'Keeffe, realizadas a lo largo de seis décadas. Ese año la exposición también se celebró en el Bank Austria Kunstforum de Viena. En 2021, el Museo Thyssen-Bornemisza de Madrid incluyó la obra entre la selección de una exposición sobre O'Keeffe.